# آندرانومنا
آندرانومنا (به لاتین: Andranomena) یک منطقهٔ مسکونی در ماداگاسکار است که در بخش انداپا واقع شده‌است. آندرانومنا ۴٬۰۳۸ نفر جمعیت دارد و ۴۸۳ متر بالاتر از سطح دریا واقع شده‌است.